# The Punisher (игра, 1993)
The Punisher (яп. パニッシャー панисся:) — компьютерная игра 1993 года в жанре beat ’em up с участием персонажей американских комиксов издательства Marvel Comics, разработанная и изданная для аркадных автоматов японской компанией Capcom. Протагонистами выступают антигерой Каратель и агент антитеррористической организации «Щ.И.Т.» Ник Фьюри, стремящиеся уничтожить криминальную империю короля преступного мира Нью-Йорка Кингпина. Несмотря на сохранение элементов игрового процесса предыдущих проектов Capcom в жанре beat ’em up, в игре появилась возможность использовать оружие, а её визуальное оформление стилизовано под комиксы.
The Punisher получила признание как одна из лучших игр для аркадных автоматов, в жанре beat ’em up и адаптаций комиксов. В то же время различные рецензенты критиковали разработанный Sculptured Software и изданный Capcom порт игры для Sega Mega Drive, продажи которого не оправдали ожиданий создателей.

## Игровой процесс
The Punisher — это beat ’em up с видом сбоку, который с точки зрения игрового процесса напоминает предыдущие проекты Capcom в этом жанре, такие как Final Fight и Captain Commando: на уровнях главные герои противостоят появляющимся с левой и правой границ экрана обычным врагам и боссам. Как и в случае со Street Fighter, где также фигурировало небольшое количество игровых персонажей, в сражениях Каратель и Ник Фьюри используют одинаковые броски, базовые удары руками и ногами, которые можно объединять в комбо, и специальные приёмы. Визуальная составляющая игры стилизована под комикс: например, во время выстрелов на экране всплывает восклицание «BLAM!».
На уровнях герои могут подбирать различное оружие ближнего боя, включая бейсбольные биты и японские мечи, метательное оружие — ножи и сюрикены, а также импровизированное оружие — свинцовые трубы и автомобильные шины. Оружие выпадает из поверженных противников и разбиваемых контейнеров на протяжении всего этапа, причём шкала прочности экипированного оружия отображается рядом с очками здоровья игрока. Также в контейнерах попадаются сокровища, за сбор которых игрок получает бонусные очки; подобные драгоценности протагонисты собирают с тел поверженных врагов женского пола. Очки здоровья игрок восполняет с помощью внутриигровой еды, также повышающей количество бонусных очков. Отличительными чертами The Punisher являются относительно высокий уровень насилия и частое использование огнестрельного оружия, включая Ingram MAC-10 и M16. Кроме того, персонажи могут подбирать ручные гранаты и бросать их во врагов в любой момент сражения.

## Сюжет
Во время пикника в Центральном парке члены семьи капитана морской пехоты США Фрэнка Касла становятся свидетелями убийства со стороны мафиози, из-за чего те вскоре расстреливают близких Касла. Фрэнк, заручившись поддержкой агента антитеррористической организации «Щ.И.Т.» Ника Фьюри, клянётся отомстить им и создаёт альтер эго линчевателя по прозвищу Каратель. Его первой целью становится головорез Бруно Коста, организовавший убийство родных Фрэнка. Во время погони Каратель сталкивается с преступником Честером Скалли, жестоко выбивает из него информацию, а затем убивает. Продолжив погоню за Костой, Касл проникает через водопровод на мафиозный курорт во Флориде. Ворвавшись в отель, он загоняет Бруно в угол, однако последнего внезапно убивает боевой робот, который сообщает Фрэнку, что Кингпин запрограммировал его на устранение линчевателя.
После уничтожения робота Каратель совершает налёт на синдикат занимающихся контрабандой наркотиков преступников, что приводит к сражению с Костоломом в расположенном на набережной складе. После этого Каратель проникает на плантацию Кингпина в Аризоне, где берёт на абордаж управляемый Бушвокером грузовой поезд и взрывает его.
Кингпин приходит к выводу, что он потерял слишком много приспешников и денег из-за действий Карателя, и назначает большую награду за его устранение. После победы над ещё одним боевым роботом Каратель переходит к штурму небоскрёба Кингпина. Одолев Джигсо и множество других врагов на своём пути, он наконец настигает короля преступного мира Нью-Йорка. В конечном итоге Касл уничтожает его штаб-квартиру, однако ему не удаётся найти тело самого Кингпина среди обломков.

## Разработка и выпуск
Релиз The Punisher для аркадных автоматов состоялся в апреле 1993 года. С этого проекта началось сотрудничество между Marvel Comics и Capcom, которое впоследствии вылилось в создание игровой серии файтингов Marvel vs. Capcom. Разработчики использовали возможности новой аркадной системы, благодаря которой на экране могли присутствовать более 10 врагов, а сама игра при этом не провисала. Из предварительной версии The Punisher была вырезана часть внутриигрового контента, такого как ракетные пусковые установки. Запланированная версия игры для Capcom Power System Changer так и не была создана. В 2012 году в продажу поступил артбук Marvel vs. Capcom: Official Complete Works от Udon Entertainment, содержащий иллюстрации к The Punisher. В 2019 году компания Arcade1Up совместно с Marvel выпустила новый аркадный автомат с игрой.
В июне 2024 года представители Capcom объявили, что The Punisher станет частью сборника Marvel vs. Capcom Fighting Collection: Arcade Classics, релиз которого состоялся в сентябре того же года. Это был первый случай портирования оригинальной аркадной версии на консоли без изменений.
Порт The Punisher для Sega Genesis поступил в продажу в Северной Америке в феврале 1995 года, в то время как игра для Mega Drive вышла в Европе в апреле того же года; хотя за издание этой версии также отвечала Capcom, она была разработана независимой американской компанией Sculptured Software. Помимо упрощения графики и звука, уменьшения разнообразия врагов и количества объектов на экране, многие из ранее разрушаемых фоновых объектов были сделаны неразрушаемыми из-за ограниченных возможностей оборудования Mega Drive.
В этой версии часть контента подверглась цензуре; так, были вырезаны некоторые насильственные сцены и анимация курения сигары Фьюри, а женщины-ниндзя стали носить менее откровенные костюмы. Порт содержит три уровня сложности, однако на лёгком игра заканчивается после третьего этапа, поэтому её полное прохождение возможно только на нормальной и тяжёлой сложностях. Crystal Dynamics занимались разработкой версии для PlayStation, которая, так же как и версия для Capcom Power System Changer, была отменена.

## Восприятие
| Сводный рейтинг    | Сводный рейтинг                    |
| Агрегатор          | Оценка                             |
| ------------------ | ---------------------------------- |
| GameRankings       | 73 % (Mega Drive)                  |
| Иноязычные издания |                                    |
| Издание            | Оценка                             |
| EGM                | 6/10 (Genesis)                     |
| Next Generation    | (Mega Drive)                       |
| GamePower          | 33/40 (автомат) 3,8/5 (Mega Drive) |
| Hobby Consolas     | 81 % (Mega Drive)                  |
| Man!ac             | 58 % (Mega Drive)                  |
| Player One         | 60 % (Mega Drive)                  |
| Superjuegos        | 68 % (Mega Drive)                  |
| TodoSega           | 84 % (Mega Drive)                  |
| Top Consoles       | 13 % (Mega Drive)                  |
| VG&CE              | 7/10 (Mega Drive)                  |
| Hyper              | 48 % (Mega Drive)                  |

В год выпуска The Punisher редакция Play Meter назвала её одной из самых популярных игр для аркадных автоматов своего времени. По версии издания Game Machine игра про Карателя заняла 8-е место среди самых популярных аркадных проектов того периода. GamePower дал аркадной версии The Punisher высокую оценку за содержащийся в ней «фактор веселья». Рецензент GamePro резюмировал: «Главной особенностью этой игры является её великолепная графика, которая передаёт темную, мрачную атмосферу комиксов про Карателя». По словам обозревателя GameFan, в The Punisher было всё то, что он хотел видеть в игре в духе Final Fight; он назвал проект «величайшим из когда-либо существовавших файтингов с видом сбоку» и «самым кровавым и жестоким файтингом со времён Mortal Kombat».
В рецензии на порт для Mega Drive редакция VideoGames назвала его «удивительно весёлой, но довольно средней игрой». В предварительном обзоре Mean Machines Sega положительную оценку получили визуальное оформление и текстуры оружия. С другой стороны, сотрудники EGM раскритиковали небольшой размер спрайтов персонажей на экране и простые сражения с боссами, для победы над которыми не требовалось владение какими-либо навыками. Также представители EGM похвалили арсенал оружия и набор движений, хотя сама игра не впечатлила их. Рецензенты Mega Play раскритиковали отсутствие крови в порте, а также «серый и скучный» фильтр.
Порт получил негативную оценку от редакции GamePro, которая в своей рецензии сетовала на трудновыполнимые специальные приёмы, низкокачественные звуковые эффекты и непримечательный игровой процесс, а также менее привлекательную графику, чем в аркадной версии. Обозреватель Next Generation заявил, что «в игре есть мало хорошего, а ответственная за издание The Punisher особа заслуживает хорошей взбучки». Журнал Hyper также поставил игре про Карателя низкую оценку, назвав её «практически 8-битной игрой с урезанной графикой, неестественной анимацией, медленной прокруткой и всего двумя кнопками на контроллере». Игра плохо продавалась, из-за чего она стала одной из самых редких игр для этой платформы в Европе.
Несмотря на раскритикованный порт для консолей и умеренный коммерческий успех, версия для аркадных автоматов приобрела культовый статус. Рецензенты Sega Saturn Magazine и Official U.S. PlayStation Magazine хотели видеть The Punisher в составе аркадных сборников Capcom для Sega Saturn и PlayStation. По версии GamesTM, «The Punisher от Capcom был жестоким файтингом, в котором был идеально показан антигерой комиксов, послуживших основой для игры. В нём было много крови, несколько отвратительных приёмов и орды врагов, действие развивалось быстро и стремительно, как и восторг». Редакция журнала также хотела, чтобы игра была переиздана для более современной консоли — на тот момент ей являлась PlayStation Portable, — однако она назвала такой исход маловероятным из-за истечения срока действия лицензионного соглашения между Capcom и Marvel.
Рецензент Retro Gamer назвал её «забытой жемчужиной из каталога Capcom» и высказал предположение, что у игры были умеренные продажи из-за перенасыщения рынка проектами в жанре beat ’em up. Некоторые СМИ удостоили похвалы отдельные элементы игры: например, в случае с Complex это было оформление аркадного автомата, в то время как сотрудники Cracked.com дали положительную оценку оформлению экрана game over. Патрик Масиас из Crunchyroll написал: «Признаюсь, моё сердце замерло, когда я прочёл об аркадной игре The Punisher, которая привела к пустой трате юности и бесчисленного количества жетонов в Chuck E. Cheese».
Некоторые критики назвали The Punisher не только одной из лучших игр в жанре beat ’em up, но также одним из самых удачных проектов с участием персонажей Marvel. В 2010 году она заняла 10-е место среди лучших игр про супергероев по версии IGN и 5-е место в рейтинге аркадных игр по лицензии Marvel от Джоша Ричардсона из iFanboy. В 2013 году представители Nerdist Industries включили её в десятку самых культовых игровых адаптаций Marvel, отметив, что это «одна из немногих игр, которые выигрывают от своей безвкусицы»; также они сравнили представленный в 1993 году кооперативный режим The Punisher с кооперативом из Army of Two 2008 года. В том же году Элтон Джонс из Heavy.com назвал игру про Карателя одним из лучших beat ’em up всех времён, а Джерго Вас из Kotaku Australia упомянул её в числе самых красивых игр в этом жанре из 16-битной эпохи. В 2011 году Дэвид Хокинс из WhatCulture назвал The Punisher лучшей аркадной игрой по мотивам комиксов, а Джон Ледфорд из Arcade Sushi — «лучшей ретро-игрой в жанре beat ’em up в истории».
Редакция журнала Go Play назвала The Punisher, Willow и Cadillacs and Dinosaurs «одними из лучших игр для CPS1, в которые вы вряд ли когда-либо поиграете в сборнике Capcom».